# Vieille Femme ivre
La Vieille femme ivre est une sculpture en marbre datant de 300-280 av. J.-C. environ, et connue par trois copies de l'époque romaine. Deux copies sont en marbre, celle de la Glyptothèque de Munich (92 × 20 cm) datant du Ier siècle et celle des musées du Capitole de Rome, datant du IIe siècle av. J.-C. La villa romaine du Casale en possède une copie en terre cuite dont la tête a été refaite en suivant le modèle de la copie des musées du Capitole.

## Histoire et description
Pline cite dans un passage une « vieille ivrogne de Smyrne », attribuée au célèbre Myron, artiste du Ve siècle av. J.-C., mais cela semble impensable, parce que le style de l'œuvre est hellénistique, alors que Myron a vécu de nombreuses années avant cette période. 
Le sujet de la sculpture serait en fait Maronide[réf. nécessaire], une vieille femme ivre, tenant dans ses bras un lagynos (λαγυνος) de vin, assise sur le sol, la tête renversée en arrière. Le visage ridé, désespéré et presque grotesque, est caractérisé par une bouche légèrement ouverte et un regard perdu dans le vide. 
La minutie des détails et la fidélité de la composition à la réalité crue font de l'œuvre l'un des exemples les plus réussis du réalisme qui imprègne la sculpture de l'époque hellénistique, représentant pour la première fois[réf. nécessaire] dans le monde grec le rendu des sentiments personnels, tels que la douleur et l'inconfort.

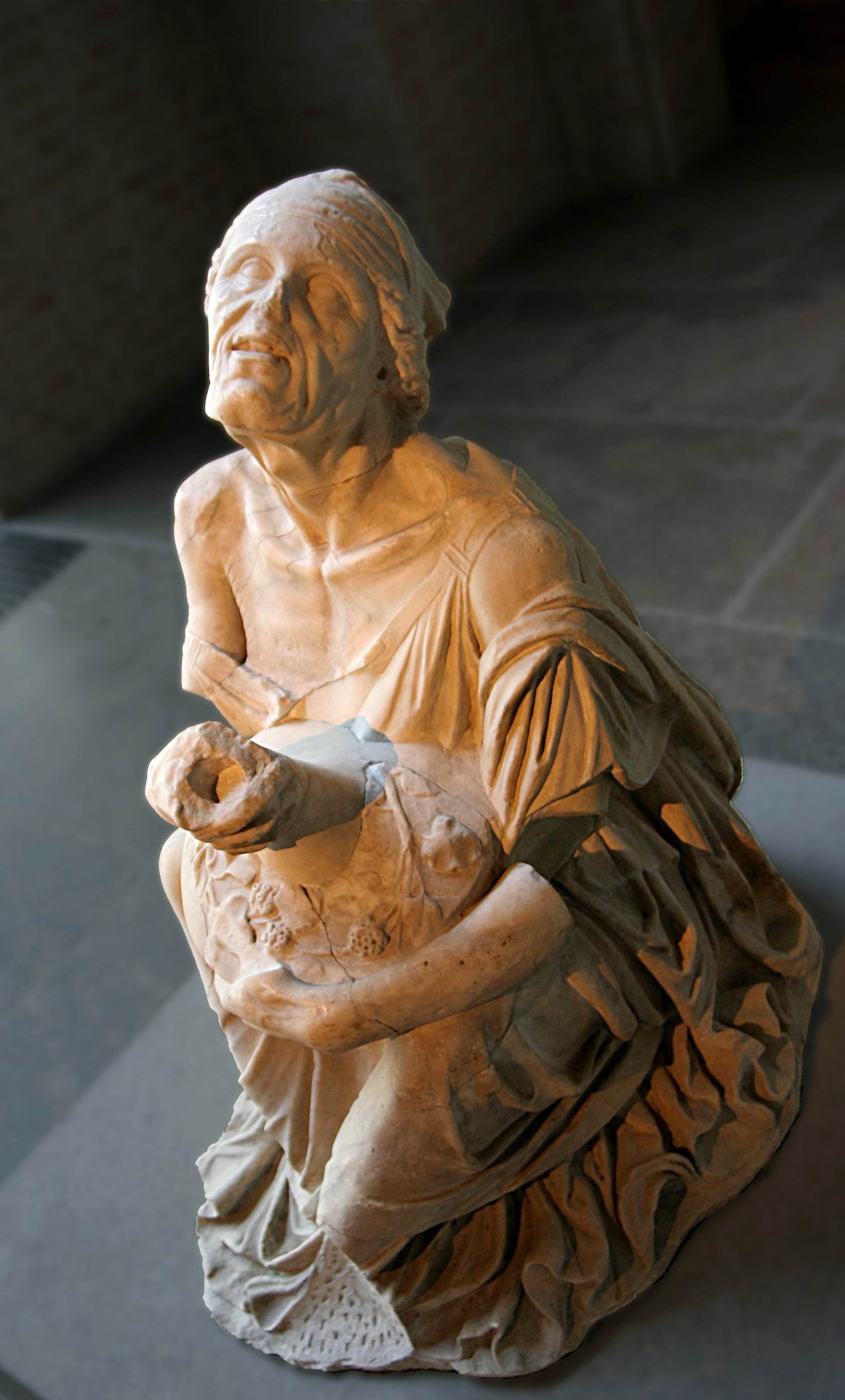
Copie de Munich, de face.
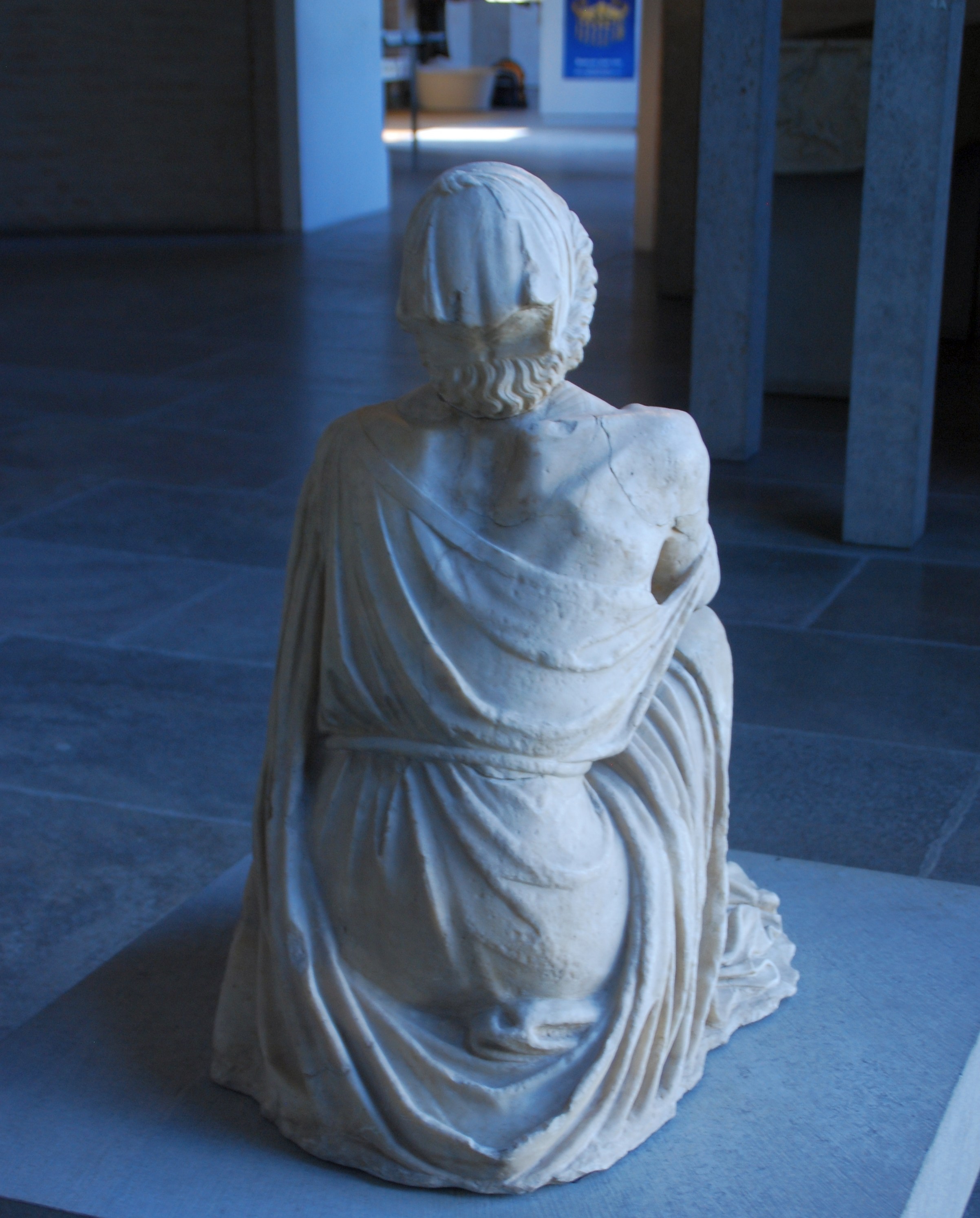
Copie de Munich, de dos.
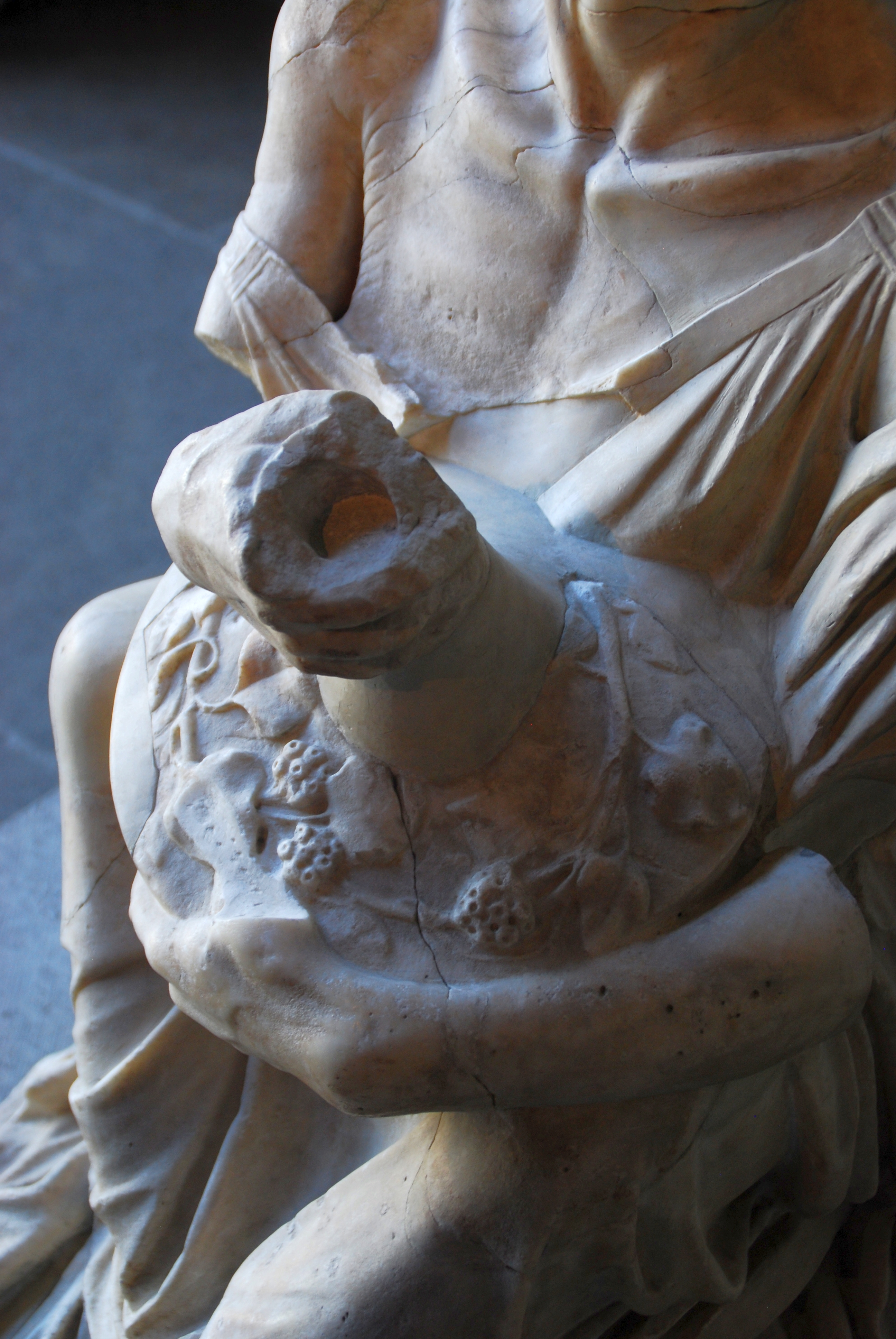
Copie de Munich, détail.